# مرعية إفريقية
مرعية أفريقية (باللاتينية: Crex egregia) هو طائر من عائلة المرعيات ينتشر في مناطق أفريقيا جنوب الصحراء، ويتواجد بشكل كبير في الغابات المطيرة ويعتبر من الحيوانات المتنقلة ما بين المناطق الإستوائية والمناطق العشبية المدارية جنوب القارة الأفريقية، يتغذى بشكل رئيسي على الحشرات والطفيليات كما أنه يعتبر أحد أهداف الطيور الجارحة في صيدها بالإضافة إلى الأفاعي والإنسان، أثناء التكاثر ينتج ما بين 3-11 بيضة وتفقس هذه البيوض بعد 14 يوم.

## الموقع الجغرافي.
يقع الكريك الأفريقي (Crex egregia) بعيدًا عن الجنوب القاحل والجنوب الغربي. ومن الشائع موسميا في معظم مداها غير الغابات المطيرة والمناطق التي لديها الأمطار السنوية منخفضة. هذا المهاجر هو مهاجر جزئي، مبتعدًا عن خط الاستواء بمجرد أن توفر الأمطار غطاءًا عشبًا كافيًا للسماح له بالتكاثر في مكان آخر.
كانت هناك سجلات قليلة من الطيور المتشردة تصل إلى جزر المحيط الأطلسي. هذا النوع يعشش في مجموعة واسعة من أنواع الأراضي العشبية، ويمكن أيضا استخدام الأراضي الزراعية مع المحاصيل الطويلة.

## أشكالها
إن (crake) الأفريقي، وهو (craish) الأصغر، يحتوي على الأجزاء العلوية ذات اللون البني الداكن، والنهايات السفلية ذات اللون الرمادي المزرق، والحظر الأسود والأبيض على الأطراف والبطن. تحتوي على فاتورة حمراء وعينية وخط أبيض من الفاتورة إلى أعلى العين. إنه أصغر من أقرب قريب له، وهو (crake) الذرة؛ هذا النوع هو أيضا أخف وزنا، ولها شريط العين. يحتوي الكريك الإفريقي على مجموعة من المكالمات، وأكثرها تميزًا هي سلسلة من ملاحظات krrr السريعة. تنشط خلال اليوم، وهي منطقة إقليمية لكل من مناطق التكاثر وغير التكاثر؛ الذكر لديه عرض تهديد، وقد يقاتل في حدود الإقليم.
العش هو عبارة عن كوب ضحل من أوراق العشب مبنية في اكتئاب تحت (tussock) العشب أو شجيرة صغيرة. تبدأ بيض 3-11 من البيض في الفقس بعد 14 يومًا تقريبًا، بينما تفرخ فراخ البيض الأسود الناعم بعد أربعة إلى خمسة أسابيع. تتغذى على مجموعة واسعة من اللافقاريات، جنبًا إلى جنب مع بعض الضفادع الصغيرة والأسماك والمواد النباتية، وخاصة بذور الحشائش. قد يكون هو نفسه تأكله الطيور الكبيرة الجارحة. الثعابين أو الثدييات، بما في ذلك البشر، ويمكن أن تستضيف الطفيليات. على الرغم من أنه قد يتم تهجيره مؤقتًا عن طريق حرق الأراضي العشبية، أو بشكل دائم عن طريق الزراعة أو تصريف الأراضي الرطبة أو التمدن، إلا أن نطاقها الكبير وعدد سكانها يعني أنها لا تعتبر مهددة.

## التصنيف[7]
تضم ما يقرب من 150 نوعا. على الرغم من أن أصول المجموعة تضيع في العصور القديمة، يوجد أكبر عدد من الأنواع والأشكال الأكثر بدائية في العالم القديم، مما يشير إلى أن هذه العائلة نشأت هناك. يعد تصنيف الأكواخ الصغيرة معقدًا، ولكن الأقرب إلى الرعية الإفريقية هو كريج الذرة، C. crex، الذي يتكاثر في أوروبا وآسيا، لكن الشتاء في إفريقيا. تم وصف الرهان الأفريقي أولاً باسم (Ortygometra egregia) بواسطة (Wilhelm Peters) في عام 1854 من عينة تم جمعها في موزامبيق، ولكن اسم الجنس لم ينشأ. لبعض الوقت تم وضعه كعضو وحيد في جنس (Crecopsis ) ولكن بعد ذلك انتقل إلى (Crex) ، التي تم إنشاؤها لهذا النوع من قبل عالم الطبيعة الألماني وعلم الطيور يوهان ماتياس بيشتاين في عام 1803. اعتبر ريتشارد بودلر شارب أن الطائر الأفريقي يختلف بشكل كافٍ عن ذرة الذرة ليحصل على جنسه الخاص به (Crecopsis) ، وقد وضعه المؤلفون لاحقًا في بورزانا، استنادًا إلى تشابه مع رهان الرماد الحلق، بي. تستبعد الاختلافات الهيكلية بورزانا، والمكان في كريك هو الآن العلاج الأكثر شيوعًا والأكثر دعمًا. يؤكد علم التشكل وعلم التشكل أن صقيل بورزانا هي أقرب الأقارب من جنس كريكس. اسم جنس الملقب، يشير إلى نداء صريف المتكررة من (crake) الذرة، واسم الأنواع (egregia) مستمد من (egregius) اللاتينية، «المعلقة، بارزة».

## الوصف
صغير، يبلغ طوله 20-23 سم (7.9–9.1 بوصة) بطول أجنحة 40-42 سم (16-17 بوصة). للذكور الأجزاء العلوية المظلمة باللون البني الداكن، بصرف النظر عن مؤخرته ومؤخرته بلون بني شاحب؛ هناك خط أبيض من قاعدة الفاتورة إلى أعلى العين. جوانب الرأس والجزء الأمامي والحلق والثدي رمادية مزرقة، وريش الطيران لونه بني غامق، وجوانب البطن وجوانبه محظورة بالأبيض والأسود. العين حمراء، الفاتورة حمراء، والساقين والقدمين بني فاتح أو رمادي. يتشابه النوعان في المظهر، على الرغم من أن الأنثى أصغر قليلاً ومملة من الذكور، مع نمط رأس أقل تباينًا. الطيور غير الناضجة لديها أجزاء أظلم وأملس من البالغين، فاتورة مظلمة، عين رمادية، وحظر أقل على الأجزاء السفلية. لا توجد اختلافات جغرافية محددة أو غير محددة في الريش. هذه القردة لديها ذبابة كاملة بعد التكاثر، وخاصة قبل الهجرة. على الرغم من أن هذا النوع يحدث في الموائل المفتوحة إلى حد ما، إلا أنه يفتقر إلى التعهد الأبيض النقي المستخدم للإشارة في المياه المفتوحة أو الأنواع ذات النباتات الخضراء مثل القواقع والقلاع.
إن القرون الأفريقية أصغر من ذرة الذرة، التي لها أيضًا أجزاء أظلم داكنة، ووجه رمادي عادي ونمط مختلف من الأجزاء السفلية يحظرها. أثناء الطيران، تمتلك الأنواع الإفريقية أجنحة أقصر وضوحا مع حافة بيضاء أقل بروزًا، وأجنحة ذات أجنحة أعمق من أقربائها.
الأخرى المتعاطفة أصغر مع علامات بيضاء على الأجزاء العليا وأنماط مختلفة من الأجزاء السفلية وفاتورة أقصر. السكك الحديدية الأفريقية لديها الأجزاء العلوية البني الداكن، فاتورة حمراء طويلة والساقين والقدمين الحمراء.

## صوت[8]
مثل غيرها، وهذا النوع لديه مجموعة واسعة من الأغاني.
الدعوة الإقليمية والإعلانية للذكور هي عبارة عن سلسلة من ملاحظات (krrr) السريعة المبشور المتكررة مرتين أو ثلاث مرات في الثانية لعدة دقائق. يعطى في أغلب الأحيان في موسم التكاثر، وعادة ما يكون مبكرًا أو متأخرًا في اليوم، ولكنه يستمر أحيانًا بعد حلول الظلام أو يبدأ قبل الفجر. يقف الرجل في وضع مستقيم مع رقبته ممتدة عند الإعلان، لكنه سيتصل أيضًا عند مطاردة المتسللين على الأرض أو أثناء الطيران. يقدم كلا الجنسين مكالمة هاتفية حادة وصاخبة كإنذار أو أثناء التفاعلات الإقليمية، مع تكييف صورة مماثلة للمكالمات الإعلانية. بمجرد أن تبدأ التكاثر، تصبح الطيور أكثر هدوءًا، لكن الطيور الإقليمية تبدأ النداء مرة أخرى خلال موسم عدم التكاثر، خاصةً عندما يكون هناك كثافة عالية من الصخور الإفريقية في المنطقة. ويرتبط أزيز (kraaa) مع يعرض التهديد والجماع. تقليد هذه الدعوة من قبل الإنسان يمكن أن يصل بالسكك الحديدية إلى مسافة 10 أمتار (33 قدمًا). تقوم الكتاكيت المفرطة حديثًا بإجراء مكشطة ناعمة، كما أن الكتاكيت الأكبر سناً تزرع.
يتم تمييز الدعوة الدعائية بسهولة من (hwitt-hwitt-hwitt) من المرقط المرقط، أو الساعة الرتيبة (tak-tak-tak-tak-tak) من الخانقة المخططة، أو السريع لكرون (Baillon). الذرة الصامتة صامتة في أفريقيا.

## السلوك
تنشط المجاعة الإفريقية خلال النهار، خاصة عند الغسق أو أثناء المطر الخفيف أو بعد هطول الأمطار الغزيرة. إنه أقل تقلبًا وأسهل للطرد من الغطاء مقارنة بالآلات الصخرية الأخرى، وغالبًا ما يتم رؤيته على أطراف الطرق والمسارات. يمكن للمراقب في مركبة الاقتراب من مسافة 1 متر (3.3 قدم). عندما تطير الطيور، تطير عادةً بطول أقل من 50 مترًا (160 قدمًا)، ولكن الوافدين الجدد قد يطيرون أحيانًا مرتين. سوف تهبط الغسالة المتساقطة في كثير من الأحيان في منطقة مبللة أو خلف غابة، وتسقط عند الهبوط. في العشب القصير، يمكن أن يهرب من الكلب باستخدام سرعته وقدرته على المناورة، مع الركض على هيئة أفقية تقريبًا. قد تجف في اكتئاب بالقرب من (tussock) العشب وسوف يستحم في البرك.
يعتبر الكريك الإفريقي من المناطق الإقليمية لكل من مناطق التكاثر وغير التكاثر؛ يتضمن عرض تهديد الذكور الطائر يقف منتصبا وينشر ريش الأجنحة والبطن مثل المروحة لإظهار الأجزاء السفلية المحظورة. قد يسير نحو الدخيل، أو يمشي جنبًا إلى جنب مع رجل عرض آخر. قد ترافق الأنثى الذكر، ولكن مع ريش أقل انتشارًا. القتال على الحدود الإقليمية ينطوي على الطيور الذكور القفز على بعضها البعض وينقر. ستقوم الإناث المتزوجة بمهاجمة الإناث الأخريات في المنطقة، خاصةً إذا أبدى الذكور اهتمامًا بهن.

## تربية
يبدأ سلوك التكاثر مع مطاردة الخطوبة مع الأنثى التي تركض في كراسة، يتبعها الذكر، الذي يتبنى موقفًا أكثر استقامة ويمتد عنقه. قد تتوقف الأنثى وتخفض رأسها وذيلها للسماح بالجمع. يستغرق هذا بضع ثوانٍ فقط، ولكن قد يتكرر عدة مرات في ساعة واحدة. العش هو كوب ضحل من أوراق العشب، وأحيانًا مع مظلة فضفاضة، ومبنية في اكتئاب ومخفية تحت حشيش أو شجيرة صغيرة؛ قد تكون على أرض جافة أو مرتفعة قليلاً فوق الماء الراكد، أو تطفو في بعض الأحيان. يبلغ طول العش حوالي 20 سم (7.9 بوصة) مع عمق الكأس الداخلي 2-5 سم (0.79–1.97 بوصة) وعمق 11-12 سم (4.3–4.7 بوصة). حجم القابض يتراوح من 3 إلى 11 بيضة بلون وردي؛ غالبًا ما يتم وضع الأول عندما يكون العش أكثر قليلاً من وسادة من العشب، ويتم وضع بيضة أخرى في كل يوم لاحق. يحتضن كلا الجنسين، ويبدأ البيض في الفقس بعد حوالي 14 يومًا؛ كل فتحة مع 48 ساعة على الرغم من تمديد فترة التمديد. سرعان ما تغادر الكتاكيت السوداء الناضجة العش ولكن تتغذى من الوالدين ويحميهما. يحدث التطفل بعد أربعة إلى خمسة أسابيع، ويستطيع الشباب الطيران قبل أن يكتمل نموهم. من غير المعروف ما إذا كانت الحضنة الثانية مرفوعة أم لا.

## تغذية
تتغذى على اللافقاريات بما في ذلك ديدان الأرض، وألم المعدة، والرخويات والكبار ويرقات الحشرات، وخاصة النمل الأبيض والنمل والخنافس والجراد. ويمكن أيضا أن تؤخذ فريسة الفقاريات مثل الضفادع الصغيرة أو الأسماك. تؤكل المواد النباتية، وخاصة بذور العشب، ولكن أيضًا البراعم الخضراء والأوراق وغيرها من البذور. يبحث (crake) عن الطعام داخل النبات وفي العراء، حيث يلتقط الحشرات والبذور من الأرض، وينقلب على فضلات الأوراق، أو يحفر بفاتورته في أرض ناعمة أو جافة جدًا. سوف تطارد الفريسة المتحركة بشكل أسرع، والوصول لأخذ الطعام من النباتات، والتخلص من المواد الغذائية من الماء. قد يتم في بعض الأحيان أكل نباتات المحاصيل مثل الأرز والذرة والبازلاء، ولكن هذا الطائر ليس من أنواع الآفات الزراعية. إنها تتغذى منفردة، في أزواج أو في مجموعات عائلية، وأحيانًا بالارتباط مع طيور معشبة أخرى مثل السنايب الكبيرة، والسمان الأزرق وكرات الذرة. يتم تغذية الدجاج بشكل رئيسي على الأغذية الحيوانية. كما هو الحال مع القضبان الأخرى، يتم ابتلاع الحصى للمساعدة في تفتيت الطعام في المعدة.

## الحالة
يحتوي على مجموعة تكاثر ضخمة تقدر بـ 11,700,000 كم 2 (4,500,000 مي 2). عدد سكانها غير معروف، ولكنه شائع في معظم مداها، ويبدو أن أعدادها مستقرة. لذلك يصنف على أنه أقل اهتمام على القائمة الحمراء للاتحاد الدولي لصون الطبيعة. أدى الرعي الجائر والزراعة وفقدان الأراضي الرطبة والأراضي العشبية الرطبة إلى تقليل توفر الموائل المناسبة في العديد من المناطق، مثل بعض أجزاء ساحل كوازولو ناتال الجنوبية التي تم تحضرها أو زرعها بقصب السكر. في مناطق أخرى، قد تكون الأراضي العشبية قد ازدادت محليًا في السنوات الأخيرة مع تطهير الغابات. تعتبر هذه المجاعة جيدة الأكل، وتُقتل من أجل الغذاء في بعض المناطق. على الرغم من هذه العوامل السلبية، يبدو أنه ليس تحت أي تهديد حقيقي.